# Івашковиця
Іва́шковиця — село в Україні, у Закарпатській області, Хустському районі. Входить до складу Іршавської міської громади.
Розташоване за 19 км від Іршави. Середня висота — 444 метрів над рівнем моря. Населення становить 348 чоловік.

## Герб
У червоному полі із золотою церквою золоте перекинуте укорочене вістря, в якому червона голова оленя. Церква символізує пам’ятку архітектури національного значення дерев’яний храм Святого Михаїла XVII ст. Олень є символом із печатки громади з 1844 року, він уособлює місцеву фауну.

## Історія
Село було засноване в 1612 році сім'єю Івашко.
1904 р. Міністерство внутрішніх справ Угорщини затвердило для селища герб (за давнішою печаткою громади): на блакитному щиті срібний олень, що біжить ліворуч, перед яким сухе дерево.

## Населення
Згідно з переписом УРСР 1989 року чисельність наявного населення села становила 371 особа, з яких 181 чоловік та 190 жінок.
За переписом населення України 2001 року в селі мешкало 348 осіб.

## Присілки
Гергель
Гергель - колишнє село в Україні, в Закарпатській області.
Обєднане з селом Івашковиця
Згадки: 1600: Gergelyfalva

### Мова
Розподіл населення за рідною мовою за даними перепису 2001 року:
| Мова       | Відсоток |
| ---------- | -------- |
| українська | 99,14 %  |
| російська  | 0,57 %   |
| молдовська | 0,29 %   |

## Пам'ятки
- Дерев'яна церква святого Михаїла, 1658 Це одна з небагатьох уцілілих малих дерев'яних церков, які будували в віддалених селах. Тризрубну споруду з добудованим пізніше каркасним ґаночком датують за написом на одвірку — РА АХНИ (1658 ?). П'ятигранний вівтарний зруб збудовано з дуба, інші — з модрини. Двосхилий дах вкриває всі зруби. Усередині наву та вівтарну частину перекрито ко-робовими склепіннями, бабинець — плоским перекриттям. Над бабинцем здіймається низька квадратна башта з підсябиттям, без голосниць, завершена восьмигранним шпилем з «фартухом», характерним для закарпатських готичних церков. Незадовго після спорудження церкви в селі священикували Іван Липай (у 1672 р.) та Лука Івашко (у 1682). Для збільшення внутрішнього простору до зрубу бабинця пізніше добудовано додаткове каркасне приміщення. Церкву відремонтовано 1927 р. Дерев'яна дзвіниця біля церкви є типовою для багатьох верховинських сіл — каркасна, двоярусна з широким опасанням. Обидві споруди творять чудовий архітектурний ансамбль. На жаль, у 1996 р. церкву вкрили блискучою бляхою, а стародавні зруби зашили смерековим паркетом.

## Туристичні місця
- Дерев'яний храм святого Михаїла 
- річка Іршава